# Ludwig Rumpf

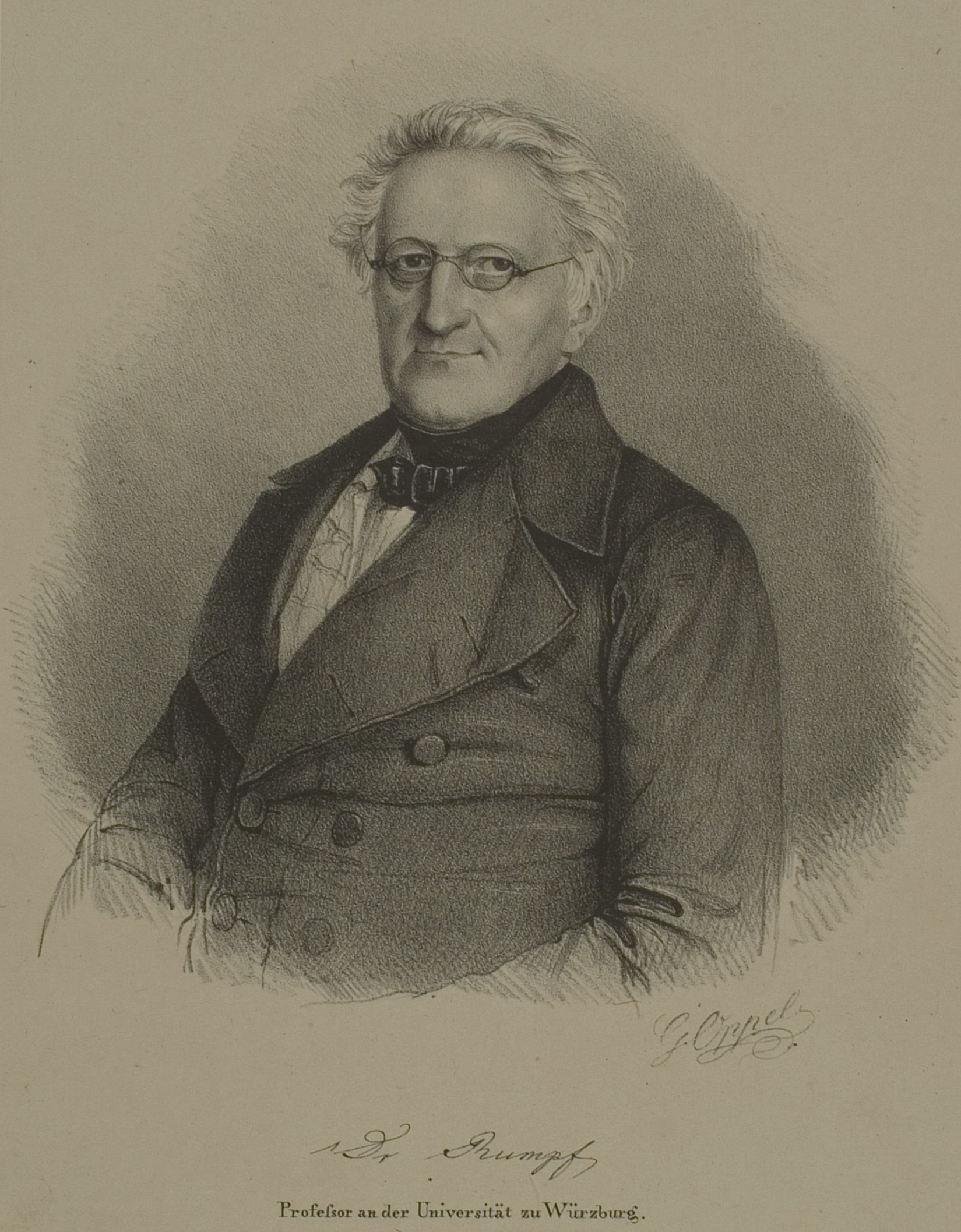
Ludwig Rumpf, um 1850

Ludwig Daniel Rumpf (* 22. November 1793 in Bamberg; † 17. Januar 1862 in Würzburg) war ein deutscher Chemiker und Mineraloge. Er war Professor für Mineralogie und Pharmazeutische Chemie an der Universität Würzburg und Konservator am Mineralogischen Kabinett der Universität.

## Leben und Wirken
Der Vater von Ludwig Rumpf war der Apotheker und Professor der Chemie Ernst Friedrich Felix Rumpf (1764–1849). Seine Schwester Susanna war mit dem Anatomie-Professor Martin Münz verheiratet. Der zwei Jahre ältere Mediziner Andreas Rumpf war sein Bruder, der Literaturwissenschaftler Friedrich Karl Rumpf sein Onkel und der Mediziner Ernst Schmidt war sein Neffe. Ludwig Rumpf war verheiratet und hatte mehrere Kinder. Eine Tochter war mit dem Reichsgerichtsrat Karl von Braun verheiratet.
Ludwig Rumpf studierte nach dem Besuch des Gymnasiums in Bamberg Medizin und Naturwissenschaften in Göttingen, Erlangen und Landshut, wo er sich nachdem er promoviert worden war 1824 für Mineralogie habilitierte. Sein Lehrer war dort Johann Nepomuk von Fuchs. Nach der Verlegung der Universität Landshut nach München ging er 1826 nach Würzburg, wo er im Rahmen eines Lehrauftrags allgemeine Chemie und Pharmazie sowie Naturgeschichte und Ökonomie unterrichtete und in der Nachfolge von Ambrosius Rau 1830 außerordentlicher Professor für Mineralogie und 1836 ordentlicher Professor für Mineralogie und (Johann Georg Pickel, den er bereits seit 1826 unterstützt hatte, nach dessen Emeritierung bis 1842 nachfolgend) pharmazeutische Chemie an der Philosophischen Fakultät wurde. Seine Vorlesungstätigkeit, die Pharmakognosie, pharmazeutische Warenkunde und allgemeine Naturgeschichter umfasste, erstreckte sich auch auf die Medizinische Fakultät. Ab 1837 gehörte er dem Kreismedizinalausschuss an, wirkte als Apotheker des Juliusspitals und 1838 wurde er Mitglied der Medizinischen Fakultät. Er war Mitglied der Philosophischen Fakultät und verwaltete bis 1842 den Lehrstuhl für pharmazeutischen Chemie.
In den Jahren 1842 und 1843 beschrieb er die ersten versteinerten Fährten-Abdrücke von Landwirbeltieren (Chirotherium) aus dem Buntsandstein Franken´s, die der örtliche Pfarrer Josef Vorbeck 1841 im Buntsandstein von Aura an der Saale entdeckt hatte.
Er galt als Kenner der Geologie und Paläontologie der Gegend von Würzburg, veröffentlichte aber nur wenig (zum Zeitpunkt seines Todes bereitete er aber ein größeres Werk vor). Er las aber, obwohl der Medizinischen Fakultät angehörig, bevorzugt über Paläontologie und weniger über Pharmazeutische Chemie und war unermüdlich darin, die mineralogische und paläontologische Sammlung der Universität zu erweitern (ein Zeitgenosse sprach von einer unwiderstehlichen Zudringlichkeit, der niemand widerstehen konnte). Auch seine eigene Sammlung von über 1000 Stücken überließ er der Universität.
Er war mit den Paläobotanikern August Schenk und Johann Lukas Schönlein befreundet, denen er Fossilien zugänglich machte, und korrespondierte mit William Buckland, dem er Würzburger Lügensteine sandte. Er war Ehrenmitglied der naturforschenden Gesellschaft zu Bamberg und korrespondierendes Mitglied der Mineralogischen Gesellschaft zu Jena. Am 28. November 1821 wurde er mit dem akademischen Beinamen Brunnichius zum Mitglied (Matrikel-Nr. 1229) der Leopoldina gewählt.
Rumpf gehörte zahlreichen wissenschaftlichen Gesellschaft an und war zudem Freimaurer sowie Mitglied der Freimaurer-Loge Libanon zu den drei Cedern im Orient von Erlangen.
Nach Ludwig Rumpf wurde der triassische Farn Symopteris rumpfii (SCHENK 1864) benannt (Cycadites Rumpfii SCHENK), den er im Keuper von Estenfeld gefunden hatte.
Seine Nachfolge übernahm Fridolin von Sandberger, der ab 1863 als Professor für Geologie in Würzburg wirkte. Die Professur für (allgemeine) Chemie hatte 1842 bereits Johann Joseph von Scherer übernommen.

## Schriften
- Ueber Naturwissenschaft und naturwissenschaftliche Systeme mit besonderer Anwendung auf Anorganognosie und anorganognostische Systeme, Georg Romuald Klebsadel, Bamberg 1820 Google Books
- Fährten-Abdrücke aus dem Bunten Sandsteine zu Aura an der Saale; lebender Frosch im Muschelkalk bei Höchberg; Bruchstück eines Geweihes vom Steinberge bei Würzburg; Trigonotreta fragilis und Placodus gigas Agass. aus dem hiesigen Muschelkalk; Dolomit als oberstes Glied der Muschelkalk-Formation ist dem Keuper-Gebilde angehörig. In: Neues Jahrbuch für Mineralogie, Geognosie, Geologie und Petrefakten-Kunde, 1842, 450–451 Archive, Tafel VIII Archive
- Ueber Thierfährten im bunten Sandstein bei Aura; Hufeisenähnliche Abdrücke im Bunten Sandstein von Elfershausen. In: Neues Jahrbuch für Mineralogie, Geognosie, Geologie und Petrefakten-Kunde, 1843, 705–707 Archive
- Ergebnis der Untersuchung des Trass von Monheim bei Neuburg an der Donau. In: Neues Jahrbuch für Mineralogie, Geognosie, Geologie und Petrefakten-Kunde,  1844, 325 Archive
- Ueber bayerischen Smirgel. In: A. Buchner (Hrsg.): Neues Repertorium für Pharmacie, IV, Christian Kaiser, München 1855, S. 405–406 BSB digital